# Flor Peeters
Flor Peeters (* 4. Juli 1903 in Tielen (Belgien); † 4. Juli 1986 in Antwerpen) war ein belgischer Komponist, Organist und Musikpädagoge.

## Leben

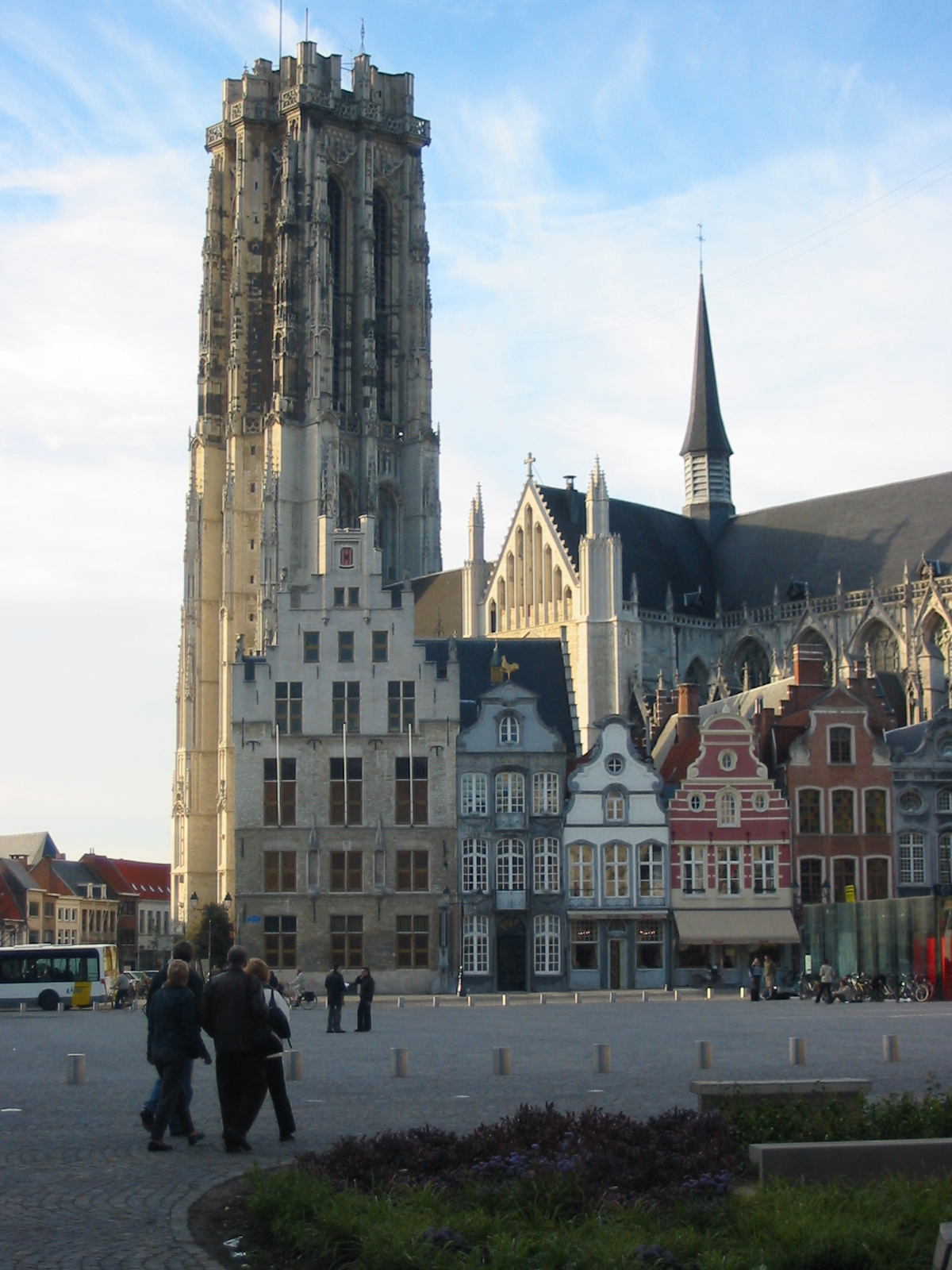
St. Romuald in Mechelen, hier war Peeters 60 Jahre lang Organist

Peeters stammte aus bescheidenen Verhältnissen, sein Vater war Briefträger, aber auch Küster und Organist in der Heimatpfarre. So war Flor Peeters von frühester Kindheit an mit Kirchenmusik vertraut. Bereits im Alter von acht Jahren konnte er den Vater gelegentlich vertreten. In dieser Zeit erhielt er zusätzlich Violinunterricht. Peeters besuchte das Gymnasium in Herentals, er erhielt auch während dieser Zeit Klavier und Orgelunterricht, sowie Solfègeunterricht beim Organisten des Collegs. Peeters studierte ab 1916 am Institut Saint-Victor de Turnhout bei Jozef Brandt, bei dem er zusätzlich Harmonielehre studierte. Aus dieser Zeit stammen seine ersten Kompositionen. 1919 begann er das Studium am Lemmens-Institut bei Oscar Depuydt im Fach Orgel. Er erhielt bereits 1921 sein Abschlussdiplom, 1922 den Exzellenzpreis und 1923 im Alter von 20 Jahren wurde er mit dem „Prix Lemmens-Tinel“ ausgezeichnet. Er wurde Vizeorganist an der St.-Romuald-Kathedrale (Sint Rombout) in Mechelen und gab seine ersten Konzerte in Brüssel. Nach dem Tode seines Lehrers Depuydt wurde Peeters Titularorganist an St. Rombout.
Bestrebt, sich zu verbessern, ergänzte er seine Studien in Paris bei Marcel Dupré und Charles Tournemire. 
Peeters gab 1934 mehrere Konzerte in Italien, 1936 in Paris. Dem Lemmensinstitut verbunden geblieben, erweiterte er sein pädagogisches Betätigungsfeld und wurde 1931 Orgelprofessor am Königlichen Konservatorium (KC) in Gent und 1935 am Konservatorium von Tilburg (NL). Nach dem Tod seines französischen Lehrers Charles Tournemire vermachte dieser Peeters den alten Spieltisch der Orgel der Kirche Ste-Clotilde in Paris, an dem schon sein Landsmann César Franck gespielt hatte. 1948 wurde Peeters Orgelprofessor am Antwerpener Konservatorium und erst 1952, als man ihm auch die Direktion des Konservatoriums übertrug, verließ er das Lemmens-Institut.
1946 unternahm er eine erfolgreiche Konzerttournee durch die Vereinigten Staaten von Amerika (dorthin kehrte er neun Mal zurück), 1962 erhielt Peeters die Ehrendoktorwürde der „Catholic University of America“ in Washington. 1955 besuchte er die Philippinen, 1963 die UdSSR, Australien und Neuseeland. In seiner gesamten Laufbahn gab Peeters mehr als 3000 Konzerte in allen fünf Kontinenten.
1971 verlieh ihm der belgische König den Ehrentitel eines Barons und die Katholieke Universiteit Leuven die Ehrendoktorwürde. Nach seiner Pensionierung im Jahr 1968 blieb er Organist in Mechelen und übernahm im Auftrage des Ministeriums für Flämische Kulturelle Angelegenheiten Orgelkurse für ausländische Studenten, „Meisterklasse Flor Peeters“ genannt, die alle zwei Jahre stattfanden.

## Ämter
- 1923–1952 Orgelprofessur am Lemmens-Institut
- 1931–1948 Orgelprofessur am Genter Konservatorium.
- 1935–1948 Orgelprofessur in Tilburg
- 1948–1968 Orgelprofessur in Antwerpen
- 1952–1968 Direktor des Konservatoriums Antwerpen
  - 1923–1983 Organist an der Kathedrale zu Mechelen
  - 1939 Titularorganist an Ste. Clotilde in Paris

## Kompositionen (Auswahl)
Sein Gesamtwerk umfasst mehr als 130 Opuszahlen alleine für Orgel, darunter große Konzertstücke, Kirchenmusik die oftmals auf Gregorianik beruht und zahlreiche Werke mit pädagogischem Charakter. Darüber hinaus komponierte er Werke für Klavier, Kammermusik, Messen, Kantaten, Motetten, ein Konzert für Orgel und Orchester sowie Chorwerke.
- Sinfonia pro organo op. 48
- Konzert für Orgel und Orchester op. 52
- Konzertstück op. 52a
- 3 Praeludien und Fugen op. 72
- Suite mit vier Posaunenquartetten op. 82
- "Entrata Festiva, processional and recessional" für Orgel, 2 Trompeten und 2 Posaunen; Pauken und Chor unisono ad lib. op. 93
- "30 short Preludes on well-known hymns" für Orgel op. 95
- Prélude, Canzona und Ciacona
- 60 Choralvorspiele
- Little Organbook

## Schriften
- mit Maarten Albert Vente: Die niederländische Orgelkunst vom 16. bis zum 18. Jahrhundert. Mercatorfonds, Antwerpen 1971.
- "Ars organi": Theoretische en practische orgelmethode in drie delen.

## Ausgaben Alter Musik
- Les maîtres anciens néerlandais pour grand orgue (1938–1945)
- Opera selecta pro organo Johannis Cabanilles (1948)
- 3 Choralvariationen nach Pieter Sweelinck (1956)
- Alte Orgelmusik aus England und Frankreich (1957)
- Altniederländische Meister für Orgel und Harmonium (1957)